# 1360 Тарка
1360 Тарка (1360 Tarka) — астероїд головного поясу, відкритий 22 липня 1935 року.
Тіссеранів параметр щодо Юпітера — 3,256.